# جون روبسون (لاعب كرة قدم)
جون روبسون (بالإنجليزية: John Robson)‏ (15 يوليو 1950 في المملكة المتحدة - 12 مايو 2004 في المملكة المتحدة) هو لاعب كرة قدم بريطاني في مركز الظهير. لعب مع أستون فيلا وديربي كاونتي.

## وصلات خارجية
- جون روبسون على موقع قاعدة بيانات كرة القدم.إي يو (الإنجليزية)